# Tricentrus flava
Tricentrus flava är en insektsart som beskrevs av Kato 1928. Tricentrus flava ingår i släktet Tricentrus och familjen hornstritar. Inga underarter finns listade i Catalogue of Life.